# Riabbracciare Parigi
Riabbracciare Parigi (Revoir Paris) è un film del 2022 diretto da Alice Winocour.
La pellicola mostra la condizione traumatica delle vittime degli attentati di Parigi del 13 novembre 2015, attraverso personaggi di finzione e una storia che aderisce ai fatti avvenuti senza descriverli con precisione.

## Trama
Mia lavora come interprete dal francese al russo, il suo compagno Vincent, è a capo di un reparto di un ospedale. A Parigi, una sera, al ristorante con Vincent, il pasto viene interrotto per un'emergenza e Mia si ritrova sola. Sulla strada di casa, un temporale sorprende Mia sulla sua moto, che preferisce fermarsi ed entrare nel primo ristorante che incontra, L'Étoile d'or, per bersi un bicchiere di vino aspettando che spiova. Poco dopo il ristorante viene attaccato dai terroristi, che sterminano i clienti sparando a tutto ciò che si muove; Mia si nasconde sotto un tavolo.
Tre mesi più tardi, dopo aver trascorso la convalescenza in campagna con sua madre, Mia torna a Parigi. La ferita all'addome è guarita lasciando solo una cicatrice, ma ora decide di affrontare il trauma psicologico che inevitabilmente le ha cambiato la vita. Non è in grado di ricordare la maggior parte dell'accaduto. Si iscrive a un'associazione di sostegno alle vittime, incontra un'adolescente in lutto per i suoi genitori, viene insultata da una donna che l'accusa di essersi chiusa nel bagno impedendo ad altre persone di mettersi in salvo. Incontra anche Thomas, che quella sera festeggiava il suo compleanno con dei colleghi di lavoro. Ha una gamba ancora gravemente compromessa ma ricorda tutto perfettamente, aiutando in questo Mia.
Ed in effetti Mia tornando sul posto e concentrandosi, riesce a ricordare di aver trascorso molto tempo nascosta in un ripostiglio con un impiegato della cucina che le teneva la mano. Vuole trovarlo per sapere se sia sopravvissuto, ma la sua ricerca è complicata dal fatto che si tratta di un clandestino. Si allontana da tutti, in primo luogo il compagno Vincent, che non riesce a capire cosa stia passando, e si sente capita solo da Thomas, con il quale continua a frequentarsi nonostante la gelosia della moglie di lui. 
La stessa donna che l'aveva accusata di essersi chiusa in bagno confessa che a farlo fu lei, che nell'attacco perse il marito, e si scusa venendo perdonata. 
Alla fine Mia trova Assane, l'aiuto cuoco che le teneva la mano mentre aspettavano la polizia, e può finalmente esprimergli la sua gratitudine.

## Produzione
La regista ha voluto dedicare il film a Jeremie, suo fratello sopravvissuto all'attacco al Bataclan, la sala concerti in cui si consumò la maggior parte delle vittime e alla quale, la vicenda di finzione ricostruita nel film, sembra alludere maggiormente, sia pure l'ambientazione sia spostata in un ristorante. La regista scambiò degli SMS con il fratello che, dovendosi nascondere le chiese poi di non comunicare più per non rischiare di essere individuato. Episodio che è narrato nel film nella vicenda della ragazzina che ricorda i genitori, in questo caso uccisi.

## Riconoscimenti
- 2023 - Premio César
  - miglior attrice a Virginie Efira
- 2023 - Premio Magritte
  - miglior attrice a Virginie Efira